# Ewald Fabian

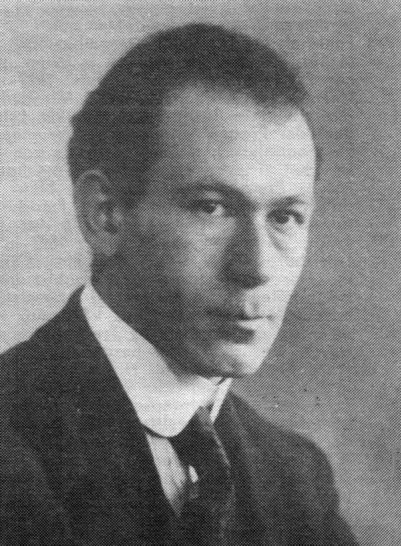
Ewald Fabian 1885–1944

Ewald Fabian (* 4. November 1885 in Berlin; † 17. Februar 1944 in New York City) war ein deutscher Zahnarzt und Schriftführer des Vereins sozialistischer Ärzte. Nach 1933 schrieb er unter dem Pseudonym E. Silva.

## Leben und Wirken
In Greifswald besuchte Ewald Fabian die Schule und er studierte dort auch Zahnmedizin.  1907 erlangte er die Approbation als Zahnarzt und 1920 die Promotion. Als Anhänger von Theodor Barth wurde er 1908 Mitglied der Demokratischen Vereinigung. In Wilmersdorf trat er 1912 der SPD bei.
1914, bei Kriegsausbruch, wurde er während einer Mittelmeerreise von einem italienischen Schiff in Marseille als feindlicher Ausländer im Militärdienstalter verhaftet. Bis 1918 war er als Zivilgefangener in Carcassonne und in Ajaccio interniert und wurde dann krankheitshalber in die Schweiz ausgetauscht. Hier schloss er sich der Antikriegsbewegung an. 1919 kehrte er nach Berlin zurück, wo er Mitglied des Spartakus, der USPD und der KPD wurde. 1926 erfolgte sein Ausschluss aus der KPD. Später fand er Anschluss in der KPD-O. Am 23. November 1931 trat er als Gründungsmitglied der SAP bei. Von 1925 bis 1933 war er Schriftführer des Vereins sozialistischer Ärzte und Herausgeber der Zeitschrift Der sozialistische Arzt.
1933 wurde Ewald Fabian als „staatsfeindlichem Zahnarzt“ die Kassenzulassung entzogen. Er wurde verhaftet und im ULAP Plötzensee eingesperrt. Durch seine Schwester konnte er „freigekauft“ werden. Am 18. September 1933 gelang ihm die Flucht nach Prag. Dort praktizierte er illegal beim Zahnarzt Karl Tamele, der Vorsitzender der Prager Gruppe sozialdemokratischer Ärzte war. Gleichzeitig baute er das Internationale ärztliche Bulletin auf, das er als Sekretär unter dem Pseudonym E. Silva betreute. Er wurde dabei vom tschechischen Gesundheitsminister Ludwig Czech unterstützt. Nach der Besetzung der Tschechoslowakei durch die deutsche Wehrmacht 1938 floh er nach Paris. Auch hier konnte er 1938/39 eine illegale zahnärztliche Tätigkeit ausüben. 1939 wurde er in Paris interniert. Im November 1939 gelang ihm die Flucht in die USA. In New York arbeitete er dann als Packer bis zu seinem Tod 1944.

## Zeitschriftenbeiträge (Auswahl)
In: Der sozialistische Arzt
- Über die Arbeitszeit in den Krankenanstalten Berlins. Band I (1925), Heft 2–3 (Juli), S. 23 (Digitalisat)
- Die Fürstenansprüche und des Volkes Not. Band II (1926), Heft 1 (April), S. 5–8 (Digitalisat)
- Zum Hohenzollernvergleich! Band II (1926). Heft 2–3 (November), S. 9–11 (Digitalisat)
- Die Rationalisierung der Schulzahnpflege und die schulzahnärztliche Versorgung der Stadt Berlin. Band II (1926). Heft 2–3 (November), S. 48–49 (Digitalisat)
- Reichswehretat, soziale Fürsorge und Volksgesundheit. Band II (1927), Heft 4 (März), S. 19–22 (Digitalisat)
- Reaktionärer Vorstoß gegen ein Kinderheim. Band II (1927), Heft 4 (März), S. 38 (Digitalisat)
- Zahnärztliche Behandlung in öffentlichen Krankenhäusern! Band II (1927), Heft 4 (März), S. 40 (Digitalisat)
- Nach der Reichstagung in Dresden. Band IV (1928), Heft 1–2 (August), S. 1–3 (Digitalisat)
- Panzerkreuzer und soziales Elend. Band IV (1928), Heft 3–4 (Dezember), S. 35 (Digitalisat)
- Reaktionäres aus dem Breslauer Ärztelager. Band V (1929), Heft 2 (Juni), S. 78 (Digitalisat)
- Zu den Stadtverordnetenwahlen. Band V (1929), Heft 3 (September), S. 135–136 (Digitalisat)
- Der Chemnitzer Reichstagung zum Gruß. Band V (1929), Heft 4 (Dezember), S. 152–153 (Digitalisat)
- Der Kampf um die Sozialversicherung in Frankreich. Band VI (1930), Heft 1 (Februar), S. 15–16 (Digitalisat)
- Zahnärztliche Forderungen. Band VI (1930), Heft 2 (Mai), S. 79 (Digitalisat)
- Das Rezept der Nazi-Ärzte. Band VII (1931), Heft 1 (Januar), S. 22 (Digitalisat)
- Die Karlsbader Tagung der sozialistischen Ärzte. Band VII (1931), Heft 7 (Juli), S. 190–198 (Digitalisat)
- Ignaz Zadek †. Band VII (1931), Heft 8–9 (August–September), S. 215–216 (Digitalisat)
- Nach der Zahnärztekammerwahl. Band VII (1931), Heft 12 (Dezember), S. 343–344 (Digitalisat)

In: Internationales ärztliches Bulletin. Unter dem Pseudonym E. Silva oder Dr. Silva
- Ce que nous voulons. Was wir wollen. Band I (1934), Heft 1 (Januar), S. 1–3 (Digitalisat)
- Soziale Lage und Ärzteschaft im neuen Deutschland. Band I (1934), Heft 6 (Juni), S. 93 (Digitalisat)
- Von deutschen Ärzten. Band I (1934), Heft 9 (September), S. 129–130 (Digitalisat)
- Schwangerschaftsunterbrechungen vor deutschen Richtern. Band I (1934), Heft 10–11 (Oktober–November), S. 149 (Digitalisat)
- Von der neuen deutschen Gesundheitspolitik. Band II (1935), Heft 1 (Januar), S. 1–3 (Digitalisat)
- Blubo-Volksgesundheit. Band II (1935), Heft 2–3 (Februar–März), S. 22 (Digitalisat)
- Der Kampf gegen die medizinische Wissenschaft in Deutschland. Band II (1935), Heft 5–6 (Mai–Juni), S. 65–67 (Digitalisat)
- Ärzte im Freiheitskampf. Band II (1935), Heft 7 (September), S. 85–87 (Digitalisat)
- Das Sterben der sozialhygienischen Zeitschriften in Deutschland. Band II (1935), Heft 8–9 (November–Dezember), S. 105 (Digitalisat)
- Humanität im Kriege. Band III (1936), Heft 1 (Januar), S. 3 (Digitalisat)
- Das Niveau der neuen ärztlichen Fortbildung in Deutschland. Band III (1936), Heft 5–6 (Juni–Juli), S. 80 (Digitalisat)
- Ärztlicher Hilfsdienst in Spanien. Band III (1936), Heft 7–8 (August–September), S. 93 (Digitalisat)
- Ihre Rassenhygiene. Band III (1936), Heft 9–10 (November–Dezember), S. 117 (Digitalisat)
- Zum nationalsozialistischen Umbruch in der Medizin. Band IV (1937), Heft 2–3 (März–April), S. 25 (Digitalisat)
- Von der Gesundheit des deutschen Volkes. Band IV (1937), Heft 9–10 (Dezember), S. 109 (Digitalisat)
- Die Not der deutschen Jungärzte. Band V (1938), Heft 3–4 (April–Mai), S. 29 (Digitalisat)
- Der Kampf der Nazis gegen die ärztliche Wissenschaft und gegen die Ärzte. Band V (1938), Heft 5–6 (Juli–August), S. 44 (Digitalisat)
- Les médecins anglais et la tragédie tchèchoslovaque. Band V (1938), Heft 7–8 (November–Dezember), S. 62